# Jacoby Ellsbury
Jacoby McCabe Ellsbury (Madras, 11 de setembro de 1983) é um jogador americano aposentado de beisebol. Ele foi o primeiro nativo americano de descendência navajo a chegar à Major League Baseball.
Antes de ser chamado para o time de cima em 30 de junho de 2007, Ellsbury era a promessa #1 da organização. Se mostrou ótimo no bastão e com grande velocidade no corrimento de bases. Durante a pós-temporada, substituiu um Coco Crisp em baixa no campo central e ajudou o Boston Red Sox a sair campeão da Série Mundial. Seu segundo título com Boston veio em 2013.
Após a Série Mundial de 2013, Ellsbury assinou com o New York Yankees por sete anos, mas foi dispensado em 20 de novembro de 2019 após sofrer uma série de lesões.

## Estatísticas
- Média de rebatidas: 28,4%
- Home runs: 104
- Corridas impulsionadas: 512
- Bases roubadas: 343